# 马来西亚道路限速

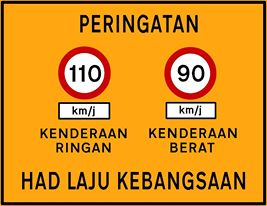
马来西亚道路限速提示牌

自1987年2月1日起，马来西亚的各级公路都有限速。超速者将在《1987年陆路交通法》下最高罚款300令吉和扣分。

## 默认限速
适用于轿车、SUV、面包车、摩托车。
- 高速大道：高速大道的最高限速是每小时110公里，但在某些危险路段（比如山坡、侧风、市区）会降低至每小时80公里，在转弯处和匝道则是每小时60公里。
- 联邦公路：联邦公路的最高限速是每小时90公里，在佳节（农历新年、开斋节）期间会降低至每小时80公里，在市区则会降低至每小时60公里。
- 州级公路：与联邦公路一样，州级公路的最高限速是每小时90公里，在佳节（农历新年、开斋节）期间会降低至每小时80公里，在市区则会降低至每小时60公里。

## 重型车辆限速
适用于卡车（罗厘）、牵引车（拖格罗厘）、巴士等。
- 高速大道：高速大道的最高限速是每小时90公里。
- 联邦公路：联邦公路的最高限速是每小时80公里，在市区则会降低至每小时60公里。
- 州级公路：与联邦公路一样，州级公路的最高限速是每小时80公里，在市区则会降低至每小时60公里。

## 其它限速
- 学校：学校附近的路段最高限速是每小时35公里。